# Боксёры (организованная преступная группировка)
«Боксёры» — организованная преступная группировка, действовавшая в Набережных Челнах с начала 1990-х годов по 2007 год.
ОПГ состояло из нескольких группировок, а общая его численность не превышала 350 человек.

## Создание группировки
ОПГ «Боксёры» появилась в начале 90-х годов на территории челнинского поселка ЗЯБ. Её лидером был выпускник СПТУ боксер Станислав Оливанов. Сначала группировка носила название «Зябовские». Но поскольку практически все её участники занимались боксом (среди них были и мастера спорта), их конкуренты быстро переименовали «зябовских» в «боксёров». В 1992-1993 «зябовские» объединились с ОПГ «Физовские». Кроме того, в составе «физовских» образовалась ещё и так называемая бригада «Борисовские».
«Боксёры» занимались вымогательством, кражами и разбоем. Оливанов и его бандиты быстро обложили данью поселковых коммерсантов - владельцев магазинов, кафе, автомастерских. Кроме того, они вели легальный бизнес. Вместе с тем, они больше тяготели к «воровским» традициям.

## Война с другими группировками
В 1992 году «боксеры» отобрали Комсомольский рынок у своих  конкурентов  — ОПГ «Гэсовские». Те в ответ похитили Станислава Оливанова и авторитета по кличке «Расих», однако рынок себе так и не вернули.
В сентябре 1992 года по указанию Оливанова одна из бригад «боксёров»  — «борисовские»  — убили лидера «гэсовских» Белоуса. В марте 1993 года был убит лидер «гэсовских» по кличке «Мясник». Киллеры расстреляли его вместе с его водителем из автоматов.
В 1995 году началась вражда между бригадами «физовские» и «борисовские»  — из-за того, что «борисовские» отдали «физовским» на реализацию партию из 80 «КАМАЗов», но те не расплатились.
«Борисовские» организовали в Петербурге покушение на лидеров «физовских». Под автомобиль с авторитетами были заложены две гранаты. Взорвалась только одна, по чистой случайности серьезно никто не пострадал. Но «физовские» не стали искать киллеров в собственных рядах, решив, что это дело рук петербургских бандитов.
Вскоре «борисовские» совершили ещё одно покушение на лидера «физовских» (тоже безуспешное). Но на этот раз авторитет узнал киллера, и «физовские» начали охоту на «борисовских».
В июне 1995 года ими был похищен и убит авторитет «борисовских» по кличке «Рыжий». В сентябре 1995 года «физовские» совершили вооруженное нападение на двоих «борисовских», после чего всей бригаде «борисовских» пришлось покинуть Набережные Челны. Часть группировки перебралась в Петербург, часть в Самару.
Через несколько лет в состав «боксёров» вошла группирока «поселковские», действовавшае в городе Мензелинск.
В середине 90-х в Мензелинске присутствовали филиалы практически всех челнинских группировок. Лидер «поселковских» по кличке Немец организовал убийство участника мощной ОПГ 29-й комплекс по кличке «Мулькин». Однако это преступление было раскрыто, и Немец был приговорен к 14 годам.
Вскоре «поселковские» убили ещё троих высокопоставленных участников ОПГ 29-й комплекс и совершили покушение на лидера ещё одной группировки. В декабре 1997 года они убили авторитета одной из «бригад» 29-го комплекса Константина Гаврюшова, известного под прозвищем Пузо.
В апреле 1998 года Оливанов приказал убить преемника Гаврюшова Рима Салимова из-за того, что тот слишком усердно искал убийц друга, и мог выйти на след «боксёров». Приказ был исполнен.
В апреле 1998 года «боксёры» попытались убить авторитета Рузалика - «смотрящего» за Татарстаном от ОПГ 29-й комплекс. Киллеры расстреляли из автоматов его автомобиль, но Рузалика в это время в машине не было (стекла были сильно тонированы и убийцы стреляли вслепую). Погиб лишь водитель авторитета.

## Дальнейшая деятельность группировки. Конфликт с бандой Эдуарда Тагирьянова
В марте 1998 года один из лидеров «боксёров» употреблял алкогольные напитки у себя дома с соседом-уголовником. Мужчины поссорились и в итоге сосед ударил «боксёра» ножом. «Боксёры» похитили соседа, вывезли за город, пытали в течение суток, а затем убили.
Летом 1998 года «боксёры» совершили заказное убийство. Их жертвой стал самарский наркодилер. Заказчиком этого убийства был бывший подполковник милиции.
3 мая 1999 года в речном порту бандиты до смерти забили арматурой капитана милиции Флорида Муртазина.
Позиции «боксёров» укрепились после арестов участников ОПГ 29-й комплекс. Но вскоре у Оливанова возник конфликт с лидером мощной банды Эдуардом Тагирьяновым, и тот решил устранить лидеров «боксёров».
За Оливановым была установлена слежка. Кроме того, недалеко от подъезда его дома «тагирьяновские» поставили старый «Москвич», в котором находился сканер с диктофоном, на который записывались все телефонные разговоры Оливанова («жучок» они врезали в телефонный кабель квартирного телефона авторитета). 13 октября 2001 года Оливанов был убит двумя бандитами Тагирьянова , в одном из подъездов жилого дома 17А-комплекса посёлка ЗЯБ.
24 декабря 2002 года участники банды Тагирьянова Данил Данилевич, Ильдар Шайдуллин, Василий Суэтин и Артур Барашов в масках подкараулили ещё одного  из «боксёров» Владислава Трапезникова у его дома. «Тагирьяновские» повалили его, надели наручники и ударили несколько раз по голове молотком, после чего затолкали в машину и вывезли в лес. «Тагирьяновские» задушили Трапезникова и закопали  его труп.
19 июня 2002 был убит ещё один лидер «боксёров», авторитет по кличке «Архимед». Он ехал в своем автомобиле в Набережные Челны, и ему преградил дорогу милицейский автомобиль. Киллер Тагирьянова в форме сотрудника ГИБДД жезлом велел Архимеду остановиться. Когда авторитет вышел из машины и направился в сторону киллера, тот расстрелял его из пистолета.

## Конец ОПГ
После убийств лидеров начался распад ОПГ «Боксёры». Бандиты хотели объединиться с ОПГ «Гэсовские», но этого не случилось, и большинство «боксёров» стали легальными бизнесменами, вложив средства в магазины, автозаправки, торговые центры.
Расследование дела «боксёров» началось осенью 2007 года, когда сотрудники управления по борьбе с организованной преступностью смогли раскрыть убийство милиционера Муртазина.
В октябре 2007 года участников ОПГ начали задерживать одного за другим. «Боксёров» арестовывали не только в Набережных Челнах, но и в Петербурге и Самаре. Всего были задержаны 33 человека (26 были арестованы), более 10 объявлены в розыск. У преступников удалось изъять более 55 единиц огнестрельного оружия.
«Боксёрам» вменялись организация преступного сообщества, бандитизм, убийства, покушения и разбойные нападения. Участники ОПГ были обвинены в  похищениях людей, а также в фактах незаконного приобретения, хранения, передачи, перевозки и ношения огнестрельного оружия и боеприпасов. Всего было расследовано 43 факта преступных эпизодов. По версии следствия, участники преступной группировки с 1992 по 2001 годы в Набережных Челнах, Самаре и на территории Мензелинского района совершили 22 убийства и покушения на убийства участников противоборствующей ОПГ 29-й комплекс. Больше половины подследственных дали признательные показания.
В апреле 2013 года участникам группировки был вынесен приговор. Из 24 подсудимых трое были оправданы. Лидеры группировки — Виктор Филатов, Фарит Вахитов и Николай Юнзель были приговорены к 16, 19 и 22 годам колонии строгого режима соответственно. Остальные подсудимые получили различные сроки заключения.